# Lauren Reynolds
Lauren Reynolds (Bunbury, 25 de junio de 1991) es una deportista australiana que compitió en ciclismo en la modalidad de BMX. Ganó una medalla de plata en el Campeonato Mundial de Ciclismo BMX de 2013, en la carrera femenina.

## Palmarés internacional
| Campeonato Mundial | Campeonato Mundial       | Campeonato Mundial | Campeonato Mundial |
| Año                | Lugar                    | Medalla            | Competición        |
| ------------------ | ------------------------ | ------------------ | ------------------ |
| 2013               | Auckland (Nueva Zelanda) | Medalla de plata   | Carrera            |